# ساندي تابت
ساندي تابت هي حاملة لقب ملكة جمال لبنان لعام 2016. مثلت بلادها لبنان في مسابقة ملكة جمال العالم عام 2016. درست العلوم المالية في جامعة القديس يوسف.

## روابط أخرى
- ساندي تابت  على فيسبوك.
- ساندي تابت على إنستغرام